# Leptodesmia
Genre
Leptodesmia est un genre de plantes à fleurs dicotylédones de la famille des Fabaceae, sous-famille des Faboideae, originaire du sous-continent indien, de Madagascar et des Comores, qui comprend trois espèces acceptées.

## Liste d'espèces
Selon The Plant List (2 novembre 2018) :
- Leptodesmia bojeriana (Baill.) Baker
- Leptodesmia congesta Baker
- Leptodesmia perrieri Schindl.